# Головохордові
Головохордові (Cephalochordata) — підтип хордових. Разом із покривниками розглядаються як нижчі хордові. Назва вказує на те, що хорда доходить до переднього кінця тіла.
Нечисленна (2-3 роди, близько 30 видів) група морських тварин, що провадять малорухомий спосіб життя. Розміри тіла — до 8 см, за формою нагадують риб. Типовим і найбільш вивченим представником є ланцетник.
Широко розповсюджені в морях Атлантичного і Тихого океанів. У Чорному морі, в тому числі біля берегів Криму, трапляється вид Branchiostoma lanceolatum.

## Опис

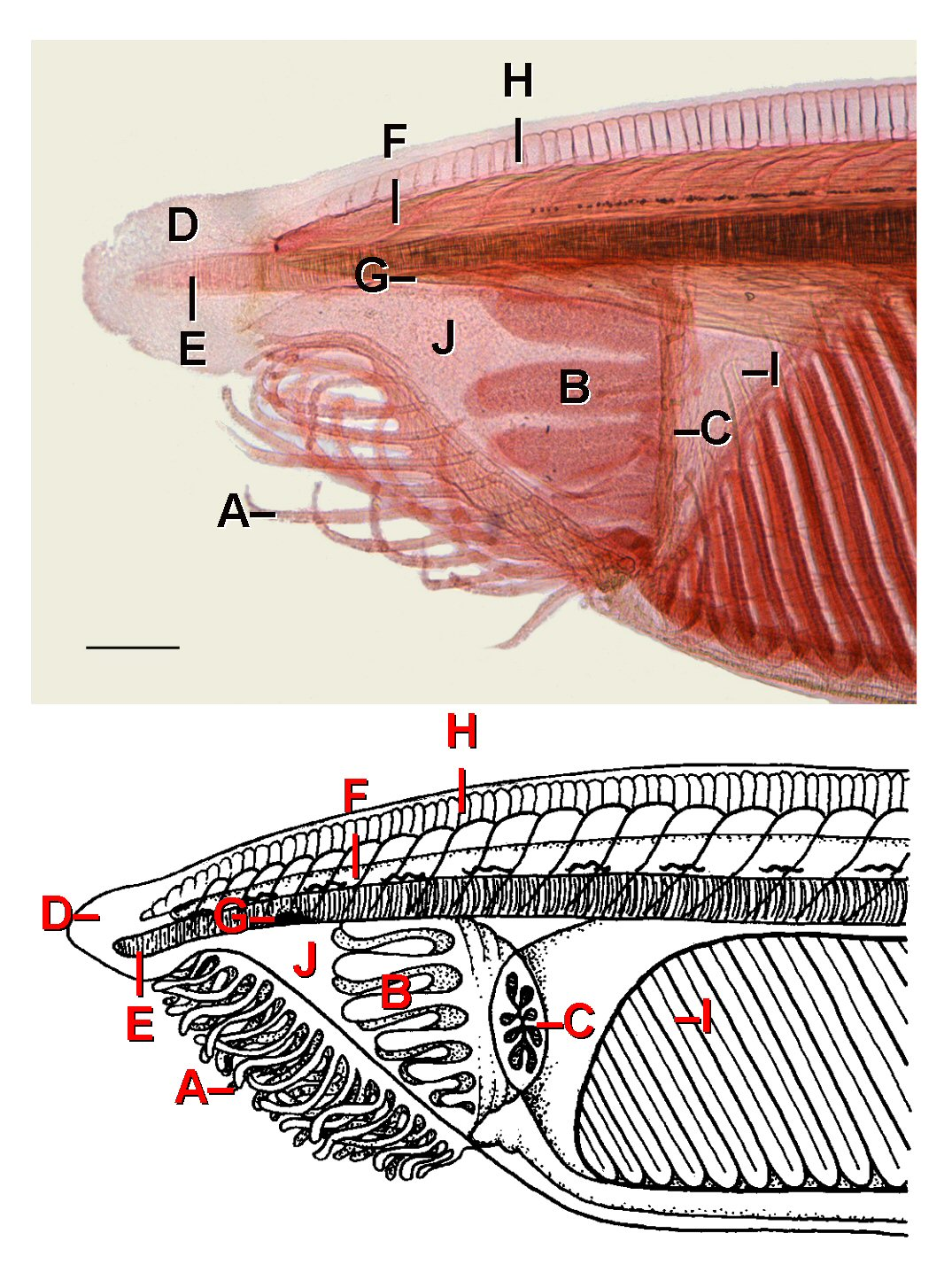
Передній кінець тіла ланцетника (E — хорда)

Головний відділ не відособлений. Черепа нема (звідси назва «безчерепні», що фігурує в деяких системах), як і кісток чи хрящів загалом. Все тіло сегментоване, включаючи і деякі внутрішні органи (видільну систему і статеві залози), а також мускулатуру. Органи чуття примітивні (є чутливі клітини в шкірі і вічка Гессе уздовж нервової трубки). Хорда і нервова трубка зберігаються протягом усього життя (хребців нема). Серця немає (є пульсуюча черевна судина).
Ознаки прогресивної організації:
- Справжня хорда, яка зберігається у них протягом життя.
- Трубчаста нервова система.
- Замкнена кровоносна система.

Великого практичного значення ланцетники не мають: їх використовує в їжу населення Південно-Східної Азії. Вони є зручним об'єктом для наукових досліджень і становлять великий інтерес як представники примітивних хордових.

## Подібність головохордових до інших тварин

### Подібність добезхребетних
- Схожість ранніх етапів ембріонального розвитку: зигота, бластула, гаструла.
- Розвиток первинної, а потім вторинної порожнини тіла в процесі онтогенезу.
- Відсутність головного мозку, серця, справжніх органів чуття, парних кінцівок.
- Примітивна будова органів виділення.
- Сегментарна будова м'язів.

### Подібність до хребетних
Головохордові поділяють із хребетними (принаймні на початкових стадіях розвитку) такі ознаки (деякі наявні і в покривників):
- хорда,
- нервова трубка,
- глотка з численними парними зябровими щілинами,
- постанальний хвіст,
- воротна система печінки,
- ендостиль (гомологічний щитоподібній залозі).

## Класифікація
У 5-му виданні «Риб світу» Дж. Нельсона (2016) підтип головохордових не поділений на класи й містить один ряд Amphioxiformes із двома родинами — Branchiostomidae (з одним родом Branchiostoma, близько 23 видів) та Epigonichthyidae (з одним родом Epigonichthys syn. Asymmetron, близько 7 видів). У базі даних WoRMS станом на 2019 рік підтип містить один клас Leptocardii, що не поділений на ряди й містить одну родину Branchiostomatidae з трьома родами: Asymmetron (2 види), Branchiostoma (23 види) та Epigonichthys (5 видів).
У деяких системах фігурує підтип головохордових (Cephalochordata) з єдиним класом безчерепних (Acrania), у деяких — підтип безчерепних (Acrania) з єдиним класом головохордових (Cephalochordata) або ланцетників (Amphioxi).
До головохордових може належати пікайя з середньокембрійських відкладів Канади та Cathaymyrus із нижньокембрійських відкладів Китаю.